# Vorstendom Wolynië
Het vorstendom Wolynië (Oekraïens: Волинське князівство Volynsjke knjazivstvo) of vorstendom Volodimer' (Oudoostslavisch: Володимѣръ) was een vorstendom van de Kievse Roes van 987 tot 1199, met als zetel het kasteel van Volodimer' (het huidige Volodymyr) in wat nu het westen van Oekraïne is.
De heerschappij van de vorsten van Wolynië besloeg het hele westelijke deel van het Kievse Rijk tot 1086, met de burchten Volodimer', Volyn, Tsjerven, Peremysjl, Belz, Berestia, Zvenyhorod, Boesk, Loetsk, Drohobytsj, Izjaslav, Kremenets, Sjoemsk, Halytsj, Terebovlja en Peresopnytsja.

## Geschiedenis
In 981 veroverde Volodimer' van Kiev de vestingen van Tsjerven, ook het Land van Volyn genaamd naar de vesting Volyn. In 987 stichtte hij het vorstendom Wolynië met de burcht Volodimer', en droeg het over aan zijn zoon Vsevolod.
In 1018 veroverde Bolesław Chrobry het gebied voor Polen. In 1031 heroverde Jaroslav de Wijze het terug voor Kiev. Daarna regeerden zijn zonen Svjatoslav  ( -1054) en Igor (1054-1057).
Rond 1086 maakten de vorstendommen Peremysjl, Zvenyhorod en Terebovlja zich los. Na een oorlog werd het vorstendom Wolynië in 1100 afhankelijk van Kiev. Na een nieuwe oorlog in 1118 namen de zonen van Volodimer' Monomach de heerschappij over van de afstammelingen van Jaroslav de Wijze. Van 1141 tot 1146 werd Wolynië bezet door Kiev.
In 1154 herwon het vorstendom haar onafhankelijkheid van Kiev en werd nu vorstendom Volodimer' genoemd. Er ontstond ook een zelfstandig vorstendom Loetsk.
In 1158 probeerde Ivan Berladnik, vorst van Galicië, de heerschappij over Volodimer' te krijgen. In 1188 veroverde vorst Roman Mstislavitsj van Volodimer' voor het eerst het vorstendom Galicië, en in 1199 stichtte hij uiteindelijk het vorstendom Galicië-Wolynië met Halytsj als centrum.